# Melinești
Melinești est une commune du județ de Dolj en Roumanie.